# (34295) 2000 QN152
2000 QN152 (asteroide 34295) é um asteroide da cintura principal. Possui uma excentricidade de 0.20765450 e uma inclinação de 14.10845º.
Este asteroide foi descoberto no dia 29 de agosto de 2000 por LINEAR em Socorro.